# 음력 2월 6일
음력 2월 6일은 음력 2월의 6번째 날이다.

## 탄생
- 1971년 - 대한민국의 배우 고현정.
- 1978년 - 대한민국의 가수 문희준 (H.O.T.).
- 1990년 - 대한민국의 가수, 배우 이홍기 (FT 아일랜드).

## 같이 보기
- 음력 360일: 1월 2월 3월 4월 5월 6월 7월 8월 9월 10월 11월 12월
- 전날:2월 5일 다음날:2월 7일 - 전달:1월 6일 다음달:3월 6일
- 양력:2월 6일
- 음력, 윤달